# 골밀도

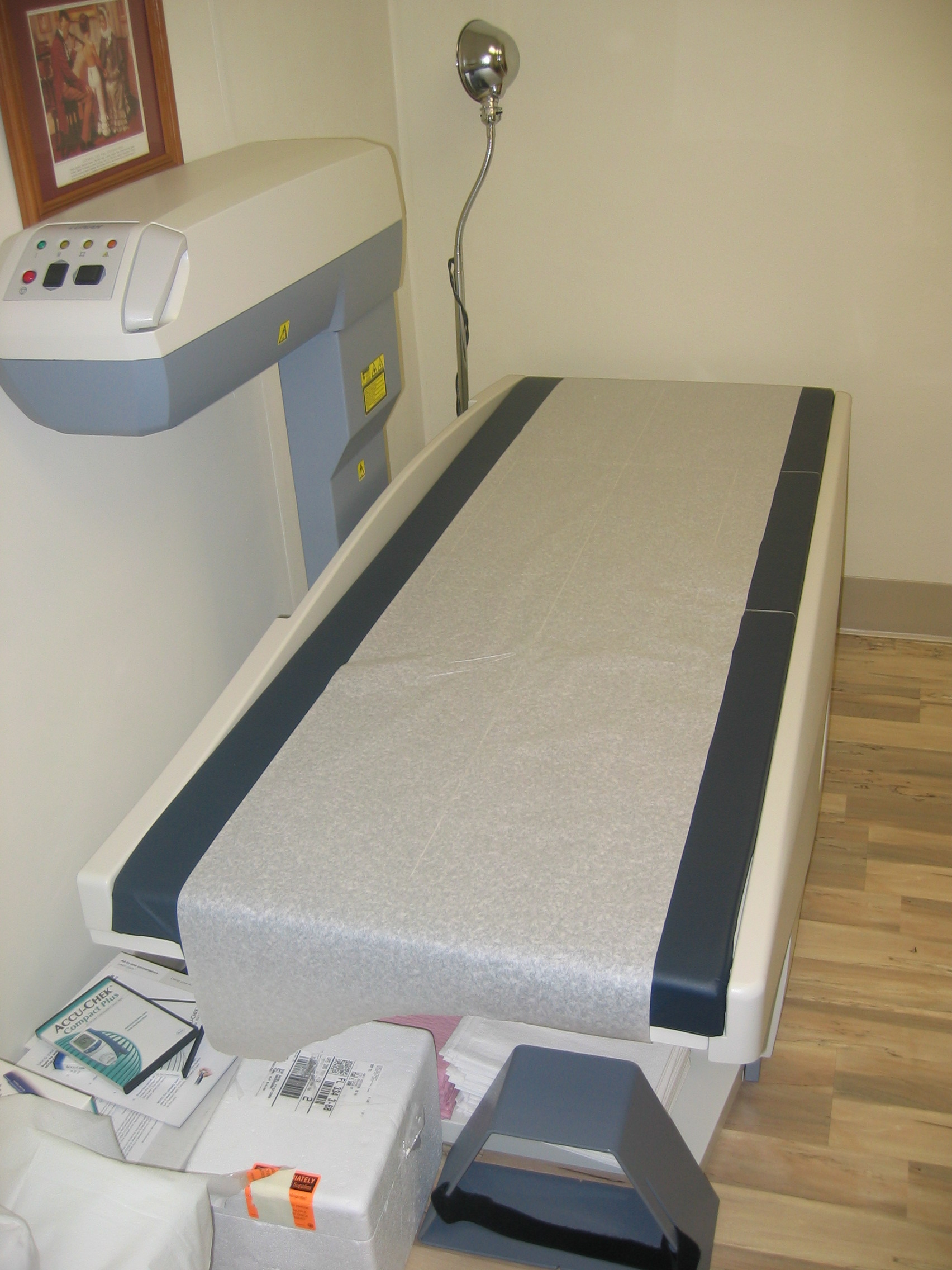
이중에너지 X선 흡수계측법을 사용하여 골밀도를 측정하는 데 사용되는 스캔용 기기

골밀도(bone density, bone mineral density, BMD)는 뼈 조직에 있는 뼈 무기질의 양이다. 엄밀한 개념은 뼈의 부피당 무기질의 질량(물리적 의미의 밀도)이지만, 임상적으로는 이미징 시 뼈 표면의 제곱센티미터당 광학 밀도를 통해 대신 측정한다. 골밀도 측정은 골다공증 및 골절 위험의 간접 지표로 임상 의학에서 사용된다. 다른 측정법으로는 병원이나 진료소의 방사선과 또는 핵의학 부서에서 수행하는 덴시토메트리가 있다. 측정은 통증이 없고 비침습적이며 낮은 방사선 노출량이 특징이다. 측정은 가장 일반적으로 허리뼈와 엉덩관절 상부에서 이루어진다. 엉덩이와 허리뼈에 접근할 수 없는 경우 팔뚝을 스캔할 수 있다.
낮은 골밀도와 높은 골절 확률 사이에는 통계적 연관성이 있다. 낙상으로 인한 다리와 골반의 골절은 특히 노년 여성의 경우 심각한 공중 보건 문제로, 많은 의료 비용을 발생시키며, 독립적인 생활을 불가능하게 만들고, 심지어 사망에 이르게 할 수 있다. 골밀도 측정은 골다공증 위험에 대해 사람들을 선별하고 뼈 강도를 개선하기 위한 조치가 필요한 사람들을 식별하는 데 사용된다.

## 검사
골밀도 검사는 약한 뼈에 대한 위험 인자가 없는 사람에게는 권장되지 않는다. 별다른 위험 인자가 없는 사람에게 검사를 시행하는 것은 실제 문제의 발견보다는 불필요한 치료를 하게 될 가능성이 더 크다.

### 검사 대상의 기준
낮은 골밀도의 위험 인자와 골밀도 검사의 주요 고려 사항은 다음과 같다.
- 65세 이상 여성.[5]
- 70세 이상 남성.[5]
- 다음을 가진 50세 이상의 사람:
  - 이전에 경미한 외상으로 인한 골절을 입은 경우.[5]
  - 류머티스 관절염.[5]
  - 저체중.[5]
  - 엉덩관절 골절이 있는 부모.[5]
- 척추에 이상이 있는 사람.[6]
- 장기적인 당질 코르티코이드(스테로이드) 요법을 받고 있거나 받을 계획이 있는 사람.[6]
- 원발성 부갑상샘 기능 항진증이 있는 사람.[6]
- 승인된 골다공증 약물 요법의 반응 또는 효능을 평가하기 위해 모니터링되고 있는 사람.[6]
- 전립샘암에 대한 안드로겐 차단 요법을 계획 중인 경우.
- 섭식 장애의 병력이 있는 사람.[6]

낮은 골밀도의 위험 인자나 검사의 필요성을 따질 때 기타 고려 사항에는 흡연 습관, 음주 습관, 코르티코스테로이드 약물의 장기간 사용, 비타민 D 결핍 등이 있다.

### 발견 가능한 조건
골밀도 검사는 골다공증이나 골감소증을 진단할 수 있다. 이러한 징후가 있을 시 일반적으로 해야 할 일은 의사와 상담하는 것이다.

## 테스트 결과 용어
테스트 결과는 종종 세 가지 용어로 보고된다.
- 측정된 면적당 밀도(g cm -2 ).
- Z-점수: 환자의 나이, 성별, 민족의 평균보다 높거나 낮은 표준편차의 수.
- T-점수: 환자와 성별, 민족이 같은 건강한 30세 성인의 평균보다 크거나 작은 표준편차의 수.

## 검사 유형

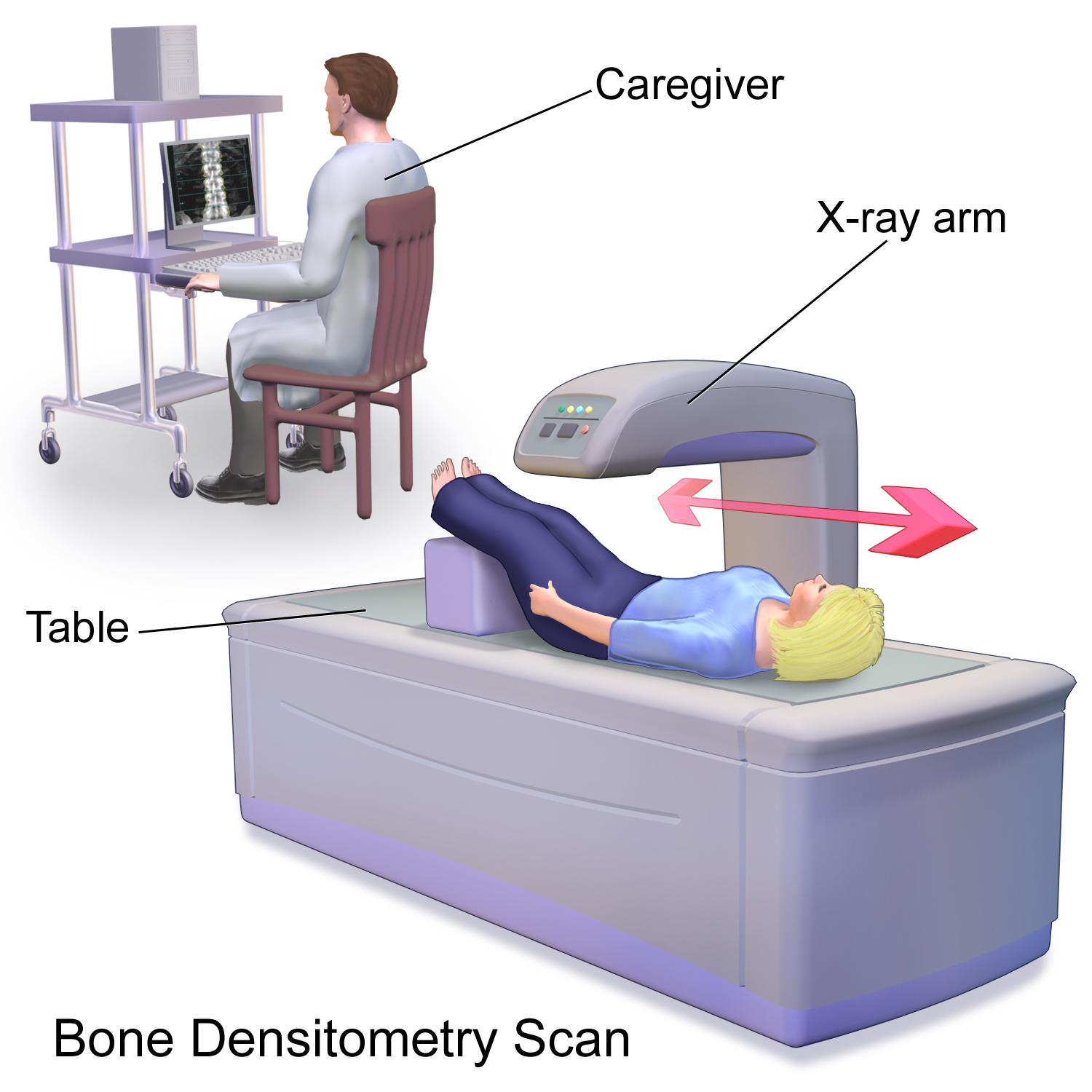
골밀도 측정의 그림

다양한 유형의 골밀도 검사가 있지만 모두 비침습적이다. 대부분의 검사는 골밀도 결과를 결정하기 위해 어떤 뼈를 측정하느냐에 따라 다르다.
골밀도 검사에는 다음의 검사가 있다.
- 이중에너지 X선 흡수계측법(dual energy X-ray absorptiometry, DXA 또는 DEXA)
- 이중에너지 X선 흡수계측법 및 레이저(DXA and laser, DXL)
- 정량적 컴퓨터단층촬영(quantitative computed tomography, QCT)
- 정량적 초음파(quantitative ultrasound, QUS)
- 단일에너지 광자 흡수계측법(single photon absorptiometry, SPA)
- 이중에너지 광자 흡수계측법(dual photon absorptiometry, DPA)
- 디지털 X선 방사선측량법(digital X-ray radiogrammetry, DXR)
- 단일에너지 X선 흡수계측법(single energy X-ray absorptiometry, SEXA)

DXA는 현재 가장 널리 사용되지만 QUS는 골밀도를 측정하는 비용 면에서 보다 효율적인 접근 방식으로 설명된다. DXA는 일반적으로 척추, 엉덩이, 손목과 같은 특정 뼈를 측정하여 이루어진다. 그런 다음 이 뼈의 밀도를 연령, 성별 및 크기에 따른 평균 지수와 비교한다. 결과 비교는 개인의 골절 위험과 (골다공증이 있는 경우) 골다공증의 단계를 결정하는 데 사용된다.
평균 골밀도 = BMC / W [g/cm2]
- BMC = 뼈의 무기질 함량(bone mineral content) = g/cm
- W = 스캔된 뼈의 너비 = cm

## 해석
결과는 일반적으로 T-점수와 Z-점수의 두 가지 측정을 통해 점수가 매겨진다. 점수는 개인의 골밀도가 평균과 얼마나 차이가 나는지를 나타낸다. 음수 점수는 평균보다 낮은 골밀도를, 양수 점수는 평균보다 높은 골밀도를 나타낸다.
DXA 스캔을 받은 환자의 0.5% 미만이 +4.0 이상의 T 또는 Z 점수를 갖는 것으로 밝혀졌으며, 이는 종종 비정상적으로 높은 골량(high bone mass, HBM)의 원인이며 경증의 골격 이형성 및 물에 뜨는 게 불가능한 것과 관련되어 있다.

### T-점수
T-점수는 골다공증을 선별할 때 적절한 척도로, 정상 젊은 사람의 평균과 비교할 때 해당 부위의 골밀도이다. 보다 정확히는 건강한 30세 남성의 골밀도와 환자의 골밀도를 비교한 것이다. 미국 기준은 30세 동성·민족 데이터를 사용하는 것이지만 세계보건기구(WHO)는 30세 백인 여성 데이터를 모든 사람에게 사용할 것을 권고하고 있다. 30세의 값은 폐경 후 여성과 50세 이상의 남성에서 사용되는데, 이는 미래 골절의 위험을 더 잘 예측하기 때문이다. WHO의 기준은 다음과 같다.
- 정상은 -1.0 이상의 T-점수.[13]
- 골감소증은 -1.0에서 -2.5 사이로 정의된다.
- 골다공증은 -2.5 이하로 정의되며, 이는 30세 남녀 평균보다 2.5표준편차만큼 낮은 골밀도를 의미한다.

| WHO 카테고리 | 50-64세 | 나이 > 64 | 전체 |
| ------------ | ------- | --------- | ---- |
| 정상         | 5.3     | 9.4       | 6.6  |
| 골감소증     | 11.4    | 19.6      | 15.7 |
| 골다공증     | 22.4    | 46.6      | 40.6 |

### Z-점수
골밀도에 대한 Z-점수는 연령이 일치하는 정상인과의 비교이며 일반적으로 심각한 골다공증의 경우에 사용된다. 이것은 환자의 골밀도가 연령, 성별 및 민족의 평균 골밀도와 차이나는 표준 점수 또는 표준 편차의 수이다. 이 값은 폐경 전 여성, 50세 미만 남성, 어린이 및 청소년에게 사용된다. Z-점수는 대상의 골밀도가 정상보다 2 표준 편차 이상 작을 때 가장 유용하다. 대상의 골밀도가 그 정도로 작다면 당질 코르티코이드 요법, 부갑상선 기능 항진증, 알코올 의존증과 같은 골다공증과 관련된 공존질환 또는 치료법을 자세히 조사하는 것이 도움이 된다.

## 예방
낮은 골밀도를 예방하려면 충분한 칼슘과 비타민 D를 섭취하는 것이 좋다. 운동, 특히 체중부하와 저항 운동은 뼈 형성에 가장 효과적이다. 체중 부하 운동에는 걷기, 조깅, 춤, 하이킹이 있다. 역기를 통해 저항 운동을 할 수 있다. 에스트로겐(예: 에스트라디올, 접합 에스트로겐), 선택적 에스트로겐 수용체 조절제(예: 랄록시펜, 바제톡시펜), 비스포스포네이트(예: 알렌드론산, 리세드론산)와 같은 다른 요법도 골밀도를 개선하거나 유지하는 데 사용할 수 있다.